# نوراله بیگلو
نوراله بیگلو یک روستا در ایران است که در دهستان پائین برزند واقع شده‌است. نوراله بیگلو ۹۳ نفر جمعیت دارد.